# Sakaryaspor
Sakaryaspor is een Turkse sportclub opgericht op 17 juni 1965 in Adapazarı, Sakarya. De clubkleuren zijn groen en zwart. De thuiswedstrijden worden in het Yeni Sakarya Atatürkstadion gespeeld. De club komt uit in de TFF 1. Lig.

Sakarya ligt in de Marmararegio.

## Geschiedenis
Sakaryaspor is ontstaan na een fusie tussen Yıldırımspor, İdmanyurdu, Güneşspor, en Ada Gençlik. Sakaryaspor is verder een zeer gerespecteerd voetbalclub in Turkije, omdat het vele grote Turkse voetballers zoals Hakan Şükür, Oğuz Çetin, Aykut Kocaman en Tuncay Şanlı uit zijn jeugdopleiding voort heeft gebracht. Daarnaast beschikt de club over een van de meest fanatieke supportersgroepen (Tatangalar) van het land. Dat Adapazarı een echte voetbalstad is mag duidelijk zijn, het heeft tot heden in betrekkelijk zeer korte tijd 3 topscorers in de Turkse Superlig voortgebracht, te weten Hakan Şükür, Aykut Kocaman en Bülent Uygun. Ondanks het feit dat Sakaryaspor jarenlang grote voetbaltalenten tot de beschikking heeft gehad, zijn ze er nooit in geslaagd om kampioen van de Süper Lig te worden. Sterker nog, ze zijn er nooit in geslaagd om langer dan vijf jaar achter elkaar in de hoogste voetbaldivisie van Turkije te voetballen. Wel heeft men in 1988, na een 2-0/1-1-overwinning op Samsunspor de Turkse Beker gewonnen.

## Erelijst
- Turkse voetbalbeker

Winnaar: 1988

## Sakaryaspor in Europa
Uitslagen vanuit gezichtspunt Sakaryaspor
| Seizoen | Competitie   | Ronde | Land               | Club                | Totaalscore | 1e W    | 2e W    | PUC |
| ------- | ------------ | ----- | ------------------ | ------------------- | ----------- | ------- | ------- | --- |
| 1988/89 | Europacup II | 1R    | Vlag van Hongarije | Békéscsabai ESSC    | 2-1         | 2-0 (T) | 0-1 (U) | 2.0 |
|         |              | 1/8   | Vlag van Duitsland | Eintracht Frankfurt | 1-6         | 1-3 (U) | 0-3 (T) | 2.0 |

Totaal aantal punten voor UEFA coëfficiënten: 2.0

## Bekende (ex-)spelers
- Murat Akın
- Franco Cangele
- Oumar Diallo
- Baba Adamu
- Oğuz Çetin
- Emre Demir
- Oktay Derelioğlu
- Mahmut Erdoğdu
- Yaser Yıldız
- Aykut Kocaman
- Özgürcan Özcan
- Luis Martínez
- Muhammet Reis
- Tuncay Şanlı
- Nsana Simon
- Hakan Şükür
- Bülent Uygun
- Mustafa Pektemek
- Okan Yılmaz
- Musa Sinan Yılmazer